# 横山裕二
横山 裕二（よこやま ゆうじ、1977年2月8日 - ）は、日本の漫画家。山口県出身。男性。血液型はO型。2009年に横山専務名義から改名。『ツール・ド・本屋さん』連載時の地元は東京都調布市。北海道音更町在住。

## 来歴

### 横山専務時代
小学生のとき、『キャプテン翼』に憧れて漫画家を志す。大学卒業後、『ジャンプ』に原稿を持ち込み賞を獲るもデビューには到らず、小池一夫塾に入門。『ビッグコミックスピリッツ』（小学館）に投稿し、横山専務名義で2006年に29歳でデビューを果たす。
元々は横山専務の名前で『ビッグコミックスピリッツ』を中心に活動していたが、2009年4月24日にブログの更新の不履行、ブログのコメントの返信不履行、本人の希望により専務を解任され以降は横山裕二名義で活動することとなった。

### 横山裕二として活動開始
『ゲッサン』（小学館）2009年8月号から、ゲッサンルーキーファイルNo.007として本格連載デビュー作『いつかおまえとジルバを』の連載が開始。『月刊!スピリッツ』（同）の創刊2号目にあたる2009年11月号に新連載が6作品開始され、その1作として『メタもる真姫!』の連載を開始。
2011年7月12日から、『ゲッサン』誌上企画として「ツール・ド・本屋さん 疾走漫画家 横山裕二 四国八十八か所編」を始める。高知市を出発点として自転車で四国を一周回り、各地の書店で『ゲッサン』のポップを描き、8月の第20回まんが甲子園までに高知市に帰ってくるという内容である。その企画が開始された経緯は同誌8月号に掲載された「ゲッサンしてみる。」で描かれている。旅ではテントで生活をし、原稿は「平らな場所が無いと絶対に描けない」ため、宿に泊まった時に執筆するというスタイルで漫画を制作。
2013年10月に徳島県のポッポ街商店街にて行われたイベント、「マチ★アソビ」Vol.11では企画の展示ルームが設けられている。

### 北海道に移住
2017年12月より『週刊少年サンデー』（同）の連載漫画「十勝ひとりぼっち農園」にて、カレーを作ってお世話になった人をもてなす企画が始動。企画で野菜から作ることになり、北海道十勝に単身で移住。音更町の土地を購入し、農作業を行っている。
2021年3月、横山がラベルのデザインを担当した「十勝川温泉ワイン」の完成報告・お披露目会に出席。同年5月には帯広商工会議所による飲食店での「黙食」のPRに横山の4コマ漫画が使用され、好評を得ている。

## 作品リスト

### 連載
- エビス式（『ビッグコミックスピリッツ』2008年17号 - 2008年19号）※横山専務名義、短期集中連載[2]
- いつかおまえとジルバを（『ゲッサン』2009年8月号[8] - 2011年8月号[10]）
- 一票よろしく（『モバMAN』2009年 - ）
- メタもる真姫!（『月刊!スピリッツ』2009年11月号[9] - 2010年1月号）
- ツール・ド・本屋さん（『ゲッサン』2011年8月号 - 2016年5月号、全4巻） - 2011年8月号では「ゲッサンしてみる。」[10]
- サンデー非科学研究所（『週刊少年サンデー』2016年19号 - 2017年45号[16]）
- 十勝ひとりぼっち農園（『週刊少年サンデー』2018年1号[13] - 連載中、既刊17巻）
  - 十勝ひとりぼっち農園 勝毎出張編（十勝毎日新聞第2社会面2018年4月6日 - 毎週金曜日連載中[17]）

### 読切
- 特急マレスタ幸福行き（『ビッグコミックスピリッツCasual』2006年9月11日号） ※横山専務名義
- トラウマエビス（『ビッグコミックスピリッツCasual』2007年6月1日号） ※横山専務名義
- 愛と勇気の共同まんが（作画：斉藤ゆう、『ゲッサン』2015年3月号[18]） - ネーム担当[18]
- 3日前の会話（『ゲッサン』2015年6月号 ゲッサン六周年特製四齣漫画小冊子）
- タイトル不明（『月刊ねこだのみ』Vol.2、Vol.3）

### アンソロジー
- 『シチュエーションアンソロジーコミック【合コン】』（2015年2月27日発売[19][20]、KADOKAWA） - 横山が沼津マリーと福井あしびとともに参加した合コンレポート収録[19]

### 共著
- 『人間関係や仕事、恋にも有効! マンガで学ぶ 心屋仁之助の「非常識」でコミュニケーションはラクになる』（著：心屋仁之助、2014年11月21日発売[21]、ダヴィンチBOOKS、KADOKAWAメディアファクトリー） - 「マンガで学ぶ」シリーズ、漫画を担当
- 『マンガで学ぶ 心屋仁之助の お金を引き寄せる体質改善!』（著：心屋仁之助、2016年3月18日発売[22]、ダヴィンチBOOKS、KADOKAWA） - 「マンガで学ぶ」シリーズ第2弾[22]、漫画を担当

### その他
- 仕事場見たいし!（『ゲッサン』2009年6月号 - 2011年7月号） - 『ツール・ド・本屋さん』第1巻に収録[23]
- ギャグ宴会（『月刊!スピリッツ』2009年12月号、ギャグ漫画家によるスペシャル企画[24]） - 座談会とリレー漫画参加[24]
- 『ゲッサン』2010年11月号あだち充画業40周年別冊付録 - 参加[25]
- 北海道テレビ放送を紹介する漫画（『ダ・ヴィンチ』2013年11月号[26]）
- マンガでわかる、職種別出版のお仕事（『ダ・ヴィンチ』2015年4月号、「恋するお仕事」特集[27]）
- マンガ家からの寄稿 大泉洋マイベスト！（『ダ・ヴィンチ』2023年5月号[28]）
- 『水曜どうでしょう』スペシャルブック、できました。（『『水曜どうでしょう』スペシャルブック 2013-2023 特別編集版』収録、2023年11月[29]） - 描きおろし漫画[29]

## 活動
2014年11月、徳島県のポッポ街商店街にて行われたイベント「マチ★アソビ」Vol.13の会場では、横山がオブジェの公開制作を行った。
2014年12月12日から2015年6月まで、『ゲッサン』編集部によるネットラジオ企画「ゲッサンラジオ」が小学館のYouTube公式チャンネルにて公開。横山は番組のアシスタントディレクターを務め、用意されたコーナーにも出演。
2021年8月6日にニコニコ生放送にて配信された「第30回全国高等学校漫画選手権大会」（まんが甲子園）本選大会にゲスト出演し、横山がトークショーを展開。
2022年5月26日に株式会社「十勝ひとりぼっち農園」を設立。